# Mika (imię)
Mika (jap. みか, ミカ) – żeńskie imię japońskie i fińskie zdrobnienie od Michała.

## Możliwa pisownia w języku japońskim
Mika można zapisać, używając wielu różnych znaków kanji i może znaczyć m.in.:
- 美香, „piękny zapach”[1]
- 美佳, „piękny zapach”
- 美華, „piękny kwiat”
- 美加, „piękno, dodatek”
- 三華, „trzy kwiaty”
- 光香, „światło, zapach”

## Znane kobiety
- Mika Akino (美佳), japońska wrestlerka
- Mika Arisaka (美香), japońsko-amerykańska piosenkarka
- Mika Boorem, amerykańska aktorka
- Mika Brzezinski, dziennikarka telewizji amerykańskiej
- Mika Doi (美加), japońska seiyū
- Mika Kamita (ミカ/美佳), japońska piosenkarka
- Mika Kanai (みか/美香), japońska seiyū
- Mika Kawamura (美香), japońska mangaka
- Mika Kikuchi (美香), japońska aktorka
- Mika Miyazato (美香), japońska golfistka
- Mika Nakashima (美嘉), japońska piosenkarka
- Mika Newton, ukraińska piosenkarka
- Mika Sugimoto (美香), japońska judoczka
- Mika Todd (ミカ), amerykańska piosenkarka jazzowa, członkini japońskiego zespołu Coconuts Musume
- Mika Yamauchi (美加), japońska siatkarka

## Znani mężczyźni
- Mika Häkkinen, fiński kierowca wyścigowy
- Mika Kallio, fiński motocyklista
- Mika Karttunen, fiński szachista
- Mika Kaurismäki, fiński reżyser, scenarzysta i producent filmowy
- Mika Kojonkoski, fiński skoczek narciarski, trener i polityk
- Mika Laitinen, fiński skoczek narciarski
- Mika Mäki, fiński kierowca wyścigowy
- Mika Myllylä, fiński biegacz narciarski
- Mika Noronen, fiński hokeista
- Mika-Matti Paatelainen, były fiński piłkarz oraz trener piłkarski
- Mika Salo, fiński kierowca wyścigowy
- Mika Väyrynen, fiński piłkarz
- Mika Waltari, fiński pisarz

## Fikcyjne postaci
- Mika Ayanokōji (三華), bohaterka mangi, anime i light novel Shattered Angels
- Mika Inamori (光香), bohaterka mangi, anime i gry Gakuen Utopia Manabi Straight!
- Mika Kujiin (美華), bohaterka mangi i anime Kanamemo
- Mika Masuko (美香), bohaterka mangi i anime Yes! Pretty Cure 5
- Mika Nogizaka (美夏), bohaterka light novel, mangi i anime Nogizaka Haruka no Himitsu